# Michael Curti

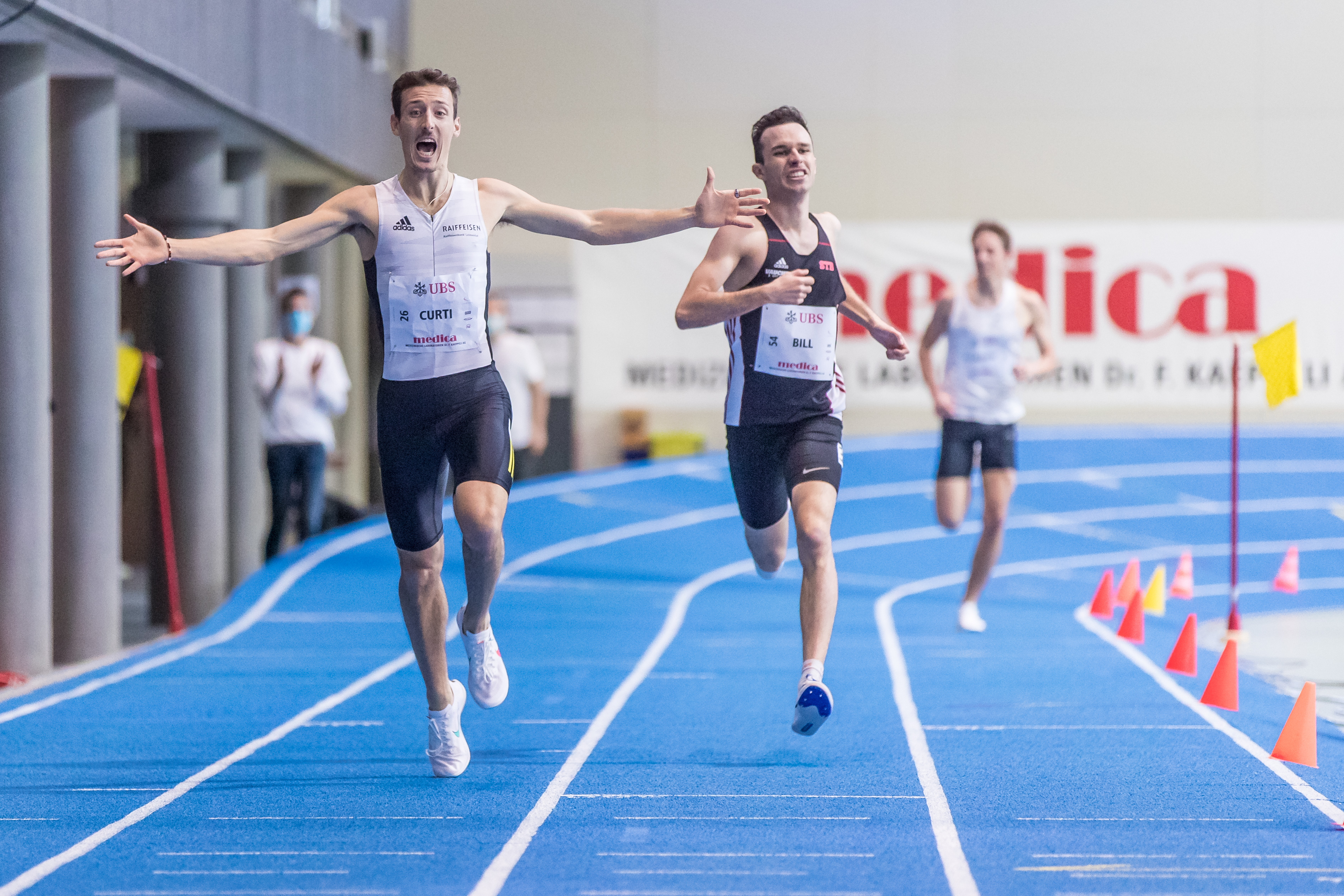
Schweizer Meisterschaften Indoor 2021 (1500 m)

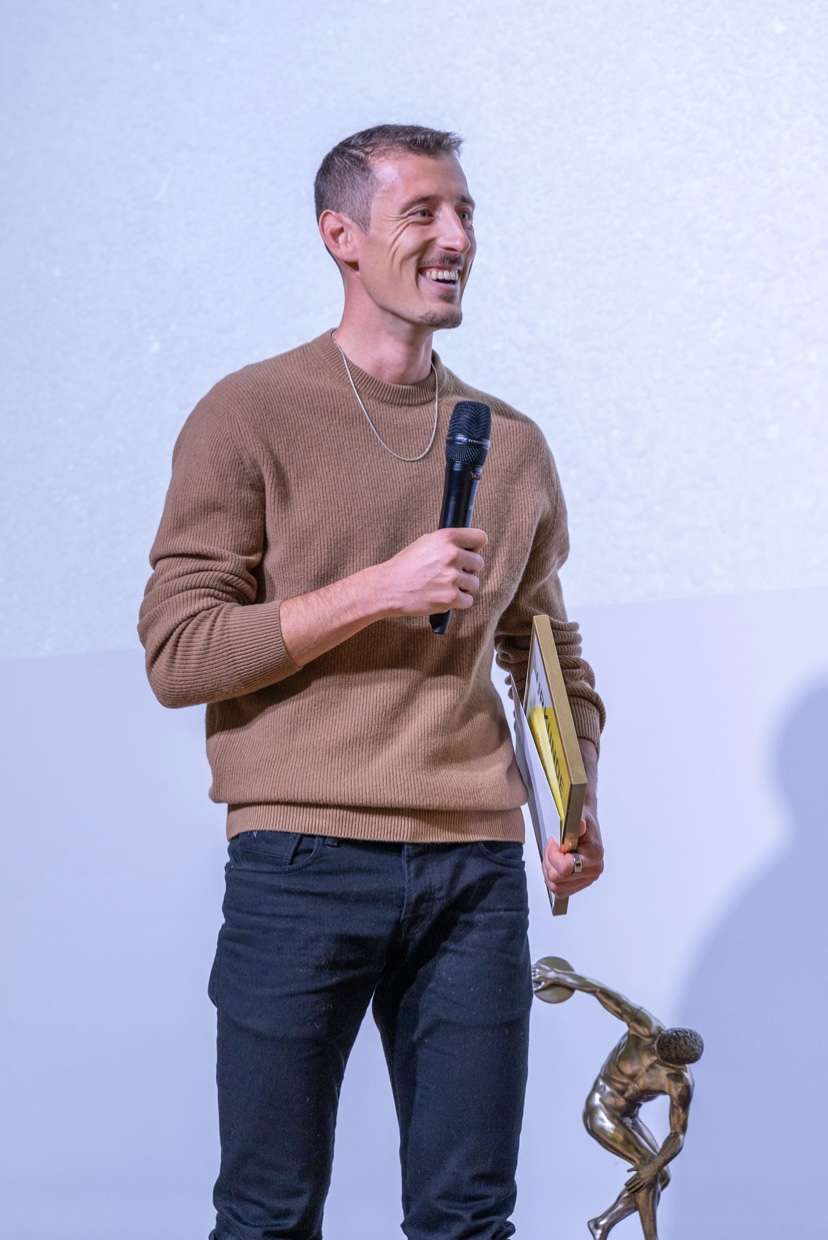
Ehrung von Michael Curti (GV Lc Therwil 2021)

Michael Curti (* 8. April 1994) ist ein Schweizer Leichtathlet, der im Mittelstrecken- und Hindernislauf an den Start geht.

## Sportliche Laufbahn
In jungen Jahren sammelte Michael Curti diverse Junioren Schweizermeistertitel über 800 m, 1500 m und im Crosslauf.
Erste internationale Erfahrungen sammelte Michael Curti im Jahr 2013, als er bei den Junioreneuropameisterschaften in Rieti mit 1:51,47 min im Halbfinal im 800-Meter-Lauf ausschied. Bei den Crosslauf-Europameisterschaften 2021 in Dublin belegte er in 18:31 min den siebten Platz mit der Mixed-Staffel. Im Jahr darauf schied er bei den Europameisterschaften in München mit 8:56,46 min in der Vorrunde über 3000 m Hindernis aus und 2023 wurde er bei der 1. Liga der Team-Europameisterschaft im Rahmen der Europaspiele in Chorzów in 8:35,12 min Siebter. Im Jahr darauf verpasste er bei den Europameisterschaften in Rom mit 8:35,34 min den Finaleinzug.
Beim Goldenen Oval Meeting am 30. März 24 lief Curti in einem Exploit auf den 3ten Rang in einer Zeit von 8:23:08 und verpasste damit den Schweizer Rekord um gerade einmal 0,8 Sekunden.
In den Jahren 2020 und von 2022 bis 2024 wurde Curti Schweizer Meister über 3000 Meter Hindernis. 2021 wurde er Schweizer Hallenmeister über 1500 Meter und 3000 Meter und im Jahr 2023 Schweizer Kurzcross Meister. 2018 wurde er Schweizer Meister mir der Olympischen Staffel.

## Persönliche Bestzeiten
- 800 Meter: 1:48,70 min, 27. Mai 2018 in Oordegem-Lede
  - 800 Meter (Halle): 1:50,85 min, 27. Januar 2019 in Magglingen
- 1500 Meter: 3:41,43 min, 21. August 2021 in Bern
  - 1500 Meter (Halle): 3:48,12 min, 9. Februar 2020 in Metz
- Meile: 4:08,23 min, 3. Juli 2020 in Luzern
- 3000 Meter: 8:00,40 min, 10. August 2024 in Aarau
  - 3000 Meter (Halle): 8:12,81 min, 3. Februar 2024 in Metz
- 2000 m Hindernis: 5:32,47 min, 5. Mai 2024 in Pliezhausen
- 3000 m Hindernis: 8:23,07 min, 30. August 2024 in Dresden